# Giuseppe Scotto Di Luzio
Giuseppe Scotto Di Luzio (Grumo Nevano, 6 giugno 1947 – Bacoli, 21 maggio 2023) è stato un politico italiano.

## Biografia
Insegnante ed esponente del PCI e della CGIL Scuola di Napoli, dopo la svolta della Bolognina fece parte del Partito della Rifondazione Comunista. Venne eletto deputato alla Camera alle elezioni politiche del 1994 per i Progressisti nel collegio uninominale di Pozzuoli, aderendo al gruppo parlamentare di Rifondazione Comunista. A giugno 1995 abbandonò il PRC con la scissione del Movimento dei Comunisti Unitari, entrando nel Gruppo misto. Terminò il suo mandato parlamentare nel 1996.
Successivamente aderì al Partito dei Comunisti Italiani, di cui fu segretario della Federazione provinciale di Napoli, membro della direzione nazionale e del comitato centrale.
Nel 2017 si avvicinò a Liberi e Uguali.
Nel maggio 2019 fu eletto consigliere comunale a Bacoli con il Partito Democratico, partito che lasciò nel maggio 2020.